# Otcheretyne
Otcheretino
Otcheretyne (ukrainien : Очеретине) ou Otcheretino (russe : Очеретино) est une commune urbaine de l'oblast de Donetsk, en Ukraine. Elle compte 3 413 habitants en 2021.

## Géographie
Otcheretyne se trouve au nord-ouest d'Avdiïvka, à proximité du village de Novobakhmoutivka, dans le Donbass. La commune se trouve entre deux rivières distinctes, au nord, près d'une rivière affluente de la Kalynivka, puis de la rivière Bychok et de la Krivyï Torets, dans le bassin versant de la rivière Donets, principal affluent du fleuve Don ; et au sud d'un petit affluent de la rivière Vovtcha, dans le système hydrologique de la rive gauche du fleuve Dniepr. La commune se trouve donc proche de la ligne de partage des eaux entre les bassins fluviaux du Don et du Dniepr.

### Communauté territoriale
La localité de Keramik fait entre autres partie de la communauté territoriale d'Otcheretyne.

## Histoire
Le 5 mai 2024, l'armée russe affirme avoir conquis le village d'Otcheretyne.